# UFC Fight Night: Rodríguez vs. Penn
UFC Fight Night: Rodríguez vs. Penn (también conocido como UFC Fight Night 103) fue un evento de artes marciales mixtas celebrado por Ultimate Fighting Championship el 15 de enero de 2017 en el Talking Stick Resort Arena, en Phoenix, Arizona, USA.

## Historia
El evento estelar contó con el combate entre Yair Rodríguez y BJ Penn, que vuelve al octágono por primera vez desde 2014.
El evento coestelar contó con un combate de peso ligero entre Joe Lauzon y Marcin Held.